# Mona Striib
Mona Striib (født 12. februar 1961) er formand i fagforbundet FOA - Fag og arbejde efter Dennis Kristensen.

## Eksterne repræsentationsopgaver
- Medlem af KTO’s bestyrelse og repræsentantskab
- Medlem af forretningsudvalget i Offentligt Ansattes Organisationer (OAO)
- Medlem af LO’s hovedbestyrelse
- Medlem af Organisationspolitisk udvalg i LO
- Medlem af Beskæftigelsesrådet
- Medlem af LO’s beskæftigelses- og erhvervspolitiske udvalg
- Medlem af AOF’s bestyrelse og repræsentantskab
- Medlem af repræsentantskabet i Arbejdernes Landsbank
- Medlem af repræsentantskabet i Forbrugsforeningen af 1886
- Medlem af repræsentantskabet i ATP
- Medlem af den politiske styregruppe for FagJob
- Medlem af Kommunal Nordisk Arbejde (KNS)
- Medlem af bestyrelsen i Lønmodtagernes Dyrtidsfond
- Næstformand i PenSam Skade
- Næstformand i PenSam Bank
- Medlem af bestyrelsen for PenSam Holding og bestyrelsen for PenSam Liv

## Tidligere tillidsposter
2004: Næstformand i FOA
2003: Afdelingsformand i FOA Kolding
1995: Næstformand i FOA Kolding
1992: Afdelingsformand i HAF Kolding
1990: Tillidsrepræsentant Hjemmeplejen Kolding
1982: Næstformand i SiD afd. A
1980: Tillidsrepræsentant på Danfoss i Kolding